# Gervásio Lucas Annes
Gervásio Lucas Annes (Cruz Alta, 10 de abril de 1853 — Passo Fundo, 4 de abril de 1917) foi um advogado, jornalista e político brasileiro.
Filho de João Lucas Annes and Gertrudes Magda de Almeida do Pilar. Casou-se em primeiras núpcias, em 1878 com Etelvina Emília d’Araújo, com quem teve cinco filhos.
Em 1870 mudou-se para Passo Fundo, onde foi logo nomeado escrivão da Coletoria, e dado seus esforços, em pouco tempo advogado. Seus irmãos e irmã logo também se mudaram para Passo Fundo. Em 1879 ingressou no Partido Republicano, do qual foi líder na cidade. Era inimigo político de Antônio Ferreira Prestes Guimarães, o Major do Passo Fundo.
Dirigiu a redação do semanário Éco da Verdade de Passo Fundo.
Foi eleito  deputado estadual, à 21ª Legislatura da Assembleia Legislativa do Rio Grande do Sul, de 1891 a 1895.
Como deputado, solicitou e conseguiu a 10 de abril de 1891 (presente de aniversário), a elevação da então Vila do Passo Fundo, à categoria de cidade.
Durante a Revolução Federalista, tendo participado dos combates do Pinheiro Torto, a daquele travado na coxilha do Umbu, entre São Miguel e Pinheiro Torto, em 16 de janeiro de 1894, ocasião em que foi gravemente ferido, só se recuperando depois de longo tratamento em Porto Alegre, retornando a Passo Fundo em 1895. Foi prefeito de Passo Fundo de nomeado de 1896 a 1900, e eleito de 1908 a 1912. De 1900 a 1904 e de 1912 a 1916 foi vice-prefeito.
Fundou a Colônia do Alto Jacuí, que deu origem aos municípios Não Me Toque e Tapera, sendo que este denominava-se anteriormente Coronel Gervásio em homenagem a seu criador.
Em sua homenagem foi construído um monumento, na Praça Tamandaré, em Passo Fundo, inaugurado em 10 de abril de 1921, .